# نوران (أبو الفارس)
نوران (بالفارسية: نوران) هي منطقة سكنية تقع في إيران في قسم أبو الفارس الريفي. يقدر عدد سكانها بـ 18 نسمة بحسب إحصاء 2016.